# Trasporti a Firenze

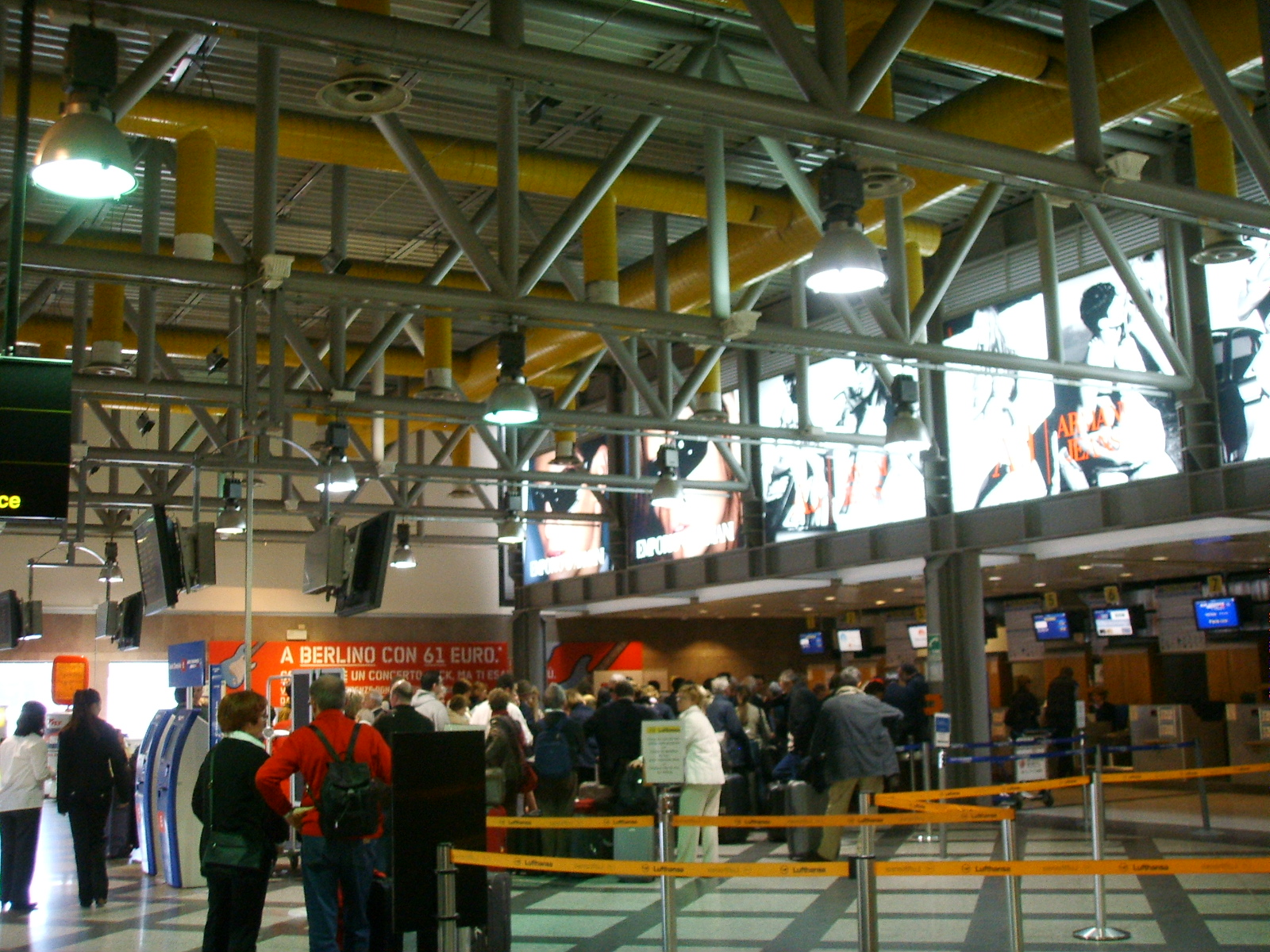
Aeroporto di Firenze

Ecco l'elenco delle principali arterie e servizi di trasporto dell'area metropolitana del capoluogo toscano.

## Su gomma

### Strade

#### Autostrade
- Autostrada del Sole con 5 caselli:
  - Calenzano/Sesto Fiorentino
  - Firenze Nord
  - Firenze Scandicci
  - Firenze Impruneta
  - Firenze Sud
- Firenze-Mare con 2 caselli:
  - Sesto Fiorentino
  - Firenze Ovest
- Autopalio che origina presso il casello di Firenze Impruneta.

#### Superstrade
- Firenze-Pisa-Livorno

#### Strade statali

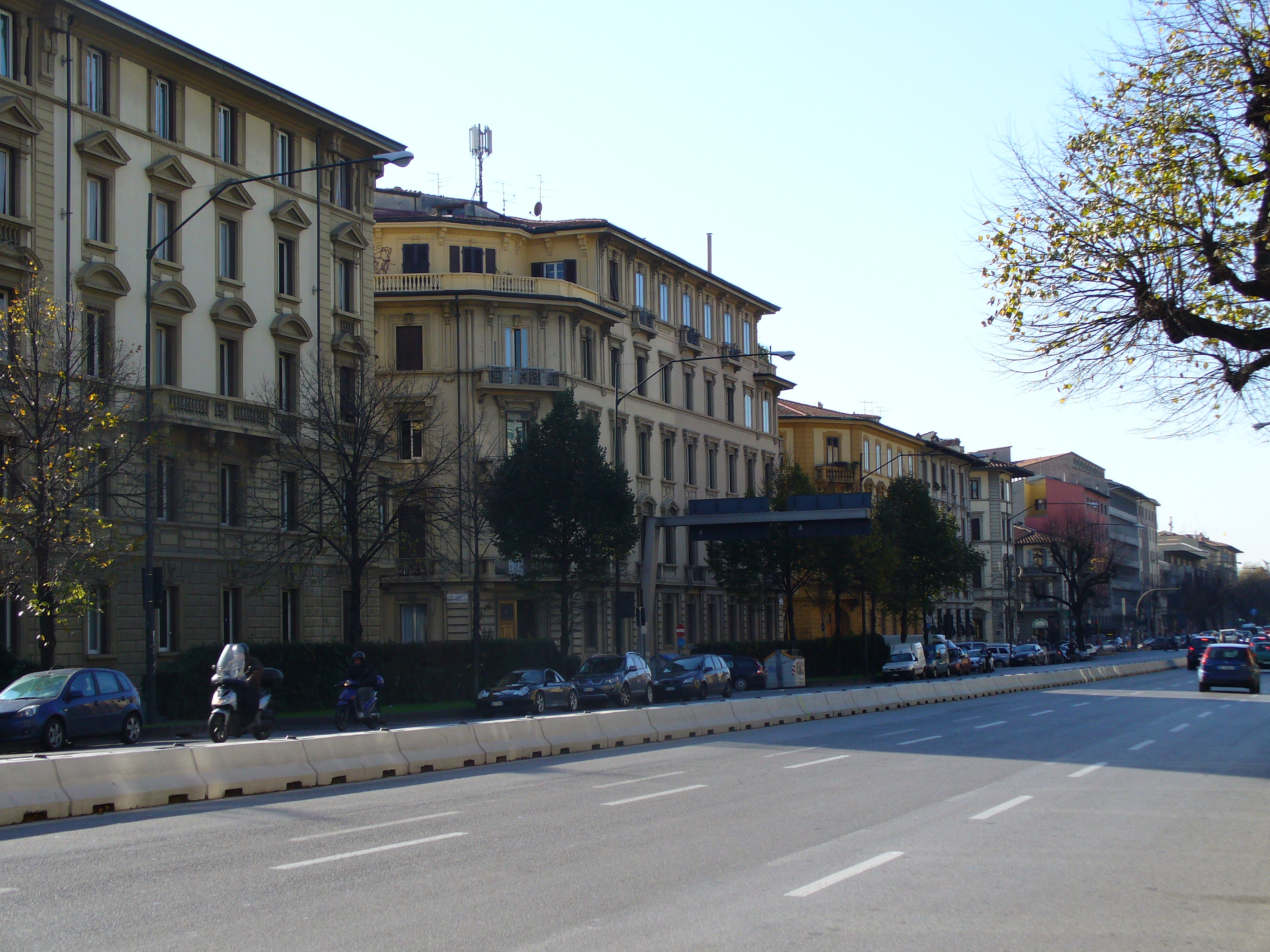
Viali di Circonvallazione

- Ex 2 Via Cassia

- 65 della Futa
- Ex 66 Pistoiese
- 67 Tosco Romagnola
- Ex 222 Chiantigiana
- Ex 302 Brisighellese-Ravennate

#### Arterie urbane
- Viali di Circonvallazione
- Viadotto dell'Indiano
- Viale Etruria
- Viale Guidoni
- Viadotto Ponte di Varlungo - Fi Sud (A1)

#### Piste ciclabili

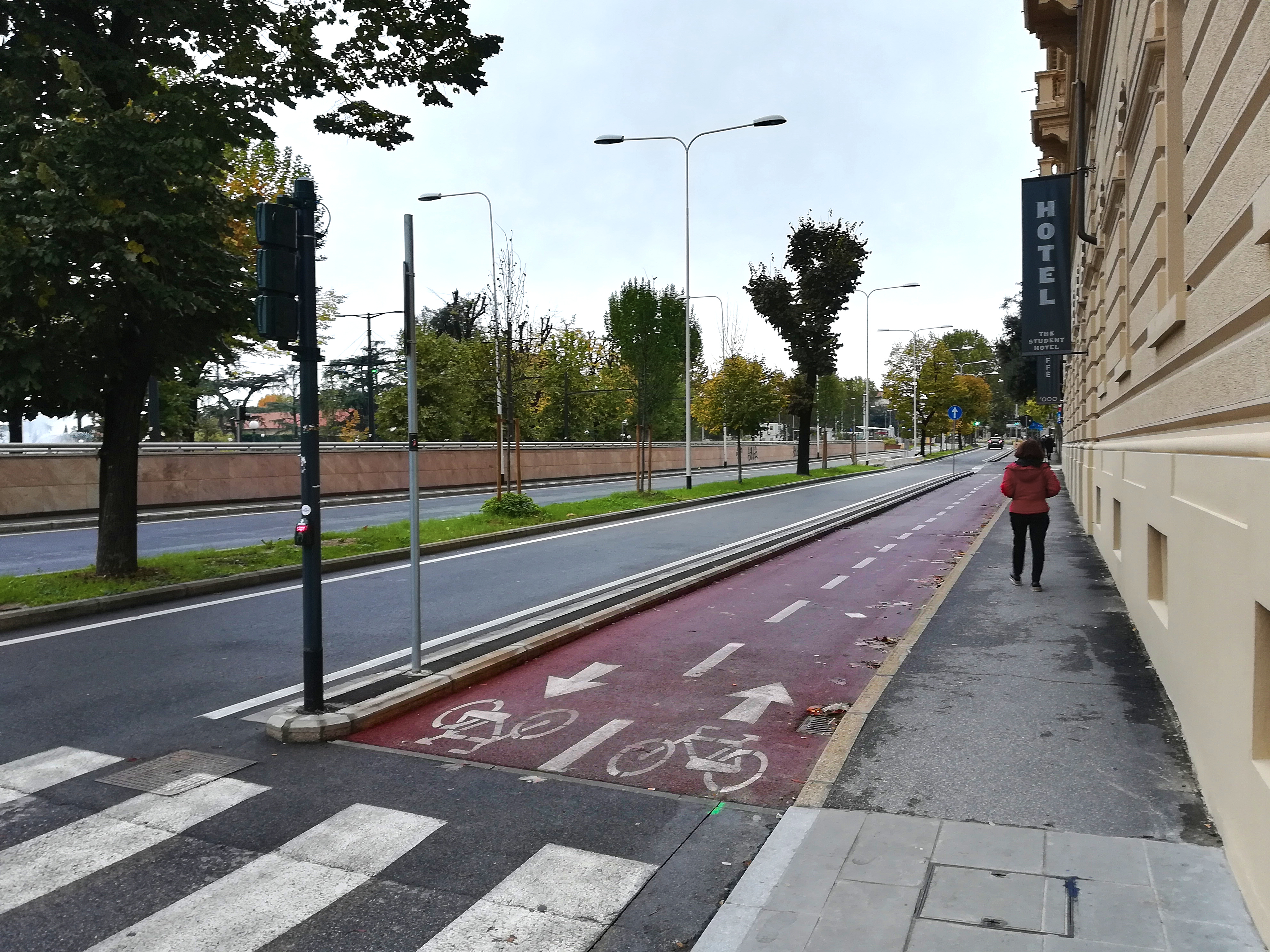
Pista ciclabile in viale Filippo Strozzi

- 90 km presenti in città.

### Servizi

#### Autobus

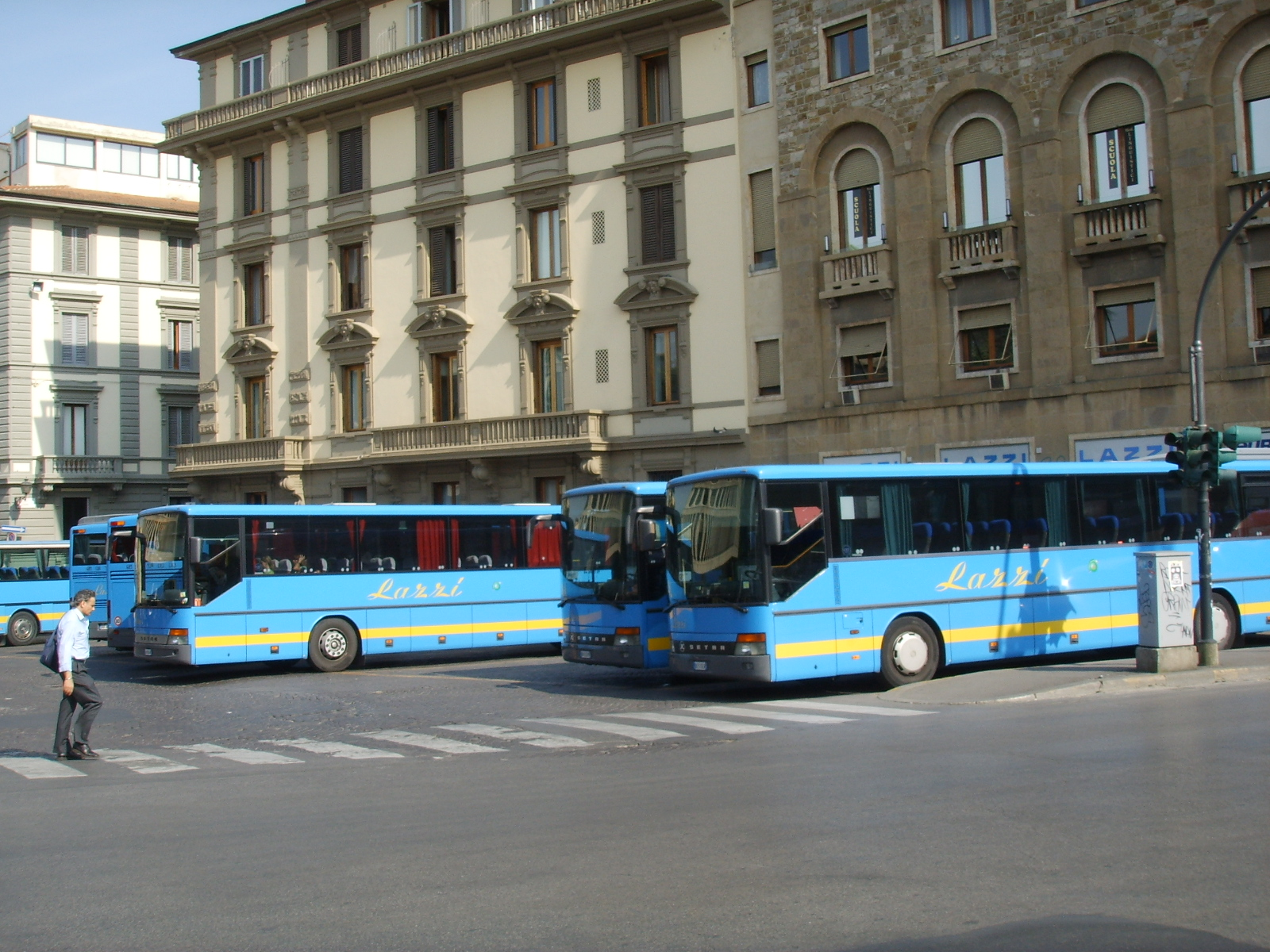
Terminal Bus in piazza Adua (dismesso nel 2016)

- Autolinee Toscane - Dal 2020 concessionario TPL unico per tutta la Regione Toscana.

In passato le precedenti aziende che erano divise per Zone/Province:  
- ATAF - Ex Principale azienda del TPL urbano e suburbano fiorentino
- Li-nea - Ex Azienda satellite del TPL urbano e suburbano fiorentino
- Cooperativa Autotrasporti Pratesi - Ex Azienda TPL di Prato (PO), collega principalmente con Prato e provincia
- Copit - Ex Azienda TPL di Pistoia (PT), collega principalmente con Pistoia e provincia
- Busitalia - Ex Azienda TPL extraurbano, collega principalmente con varie zone della Toscana
- CTT Nord - Ex Azienda TPL extraurbano, collega principalmente con varie zone della Toscana

#### Altro
- Car sharing
- Bike sharing
- Monopattini elettrici condivisi

## Su rotaia

### Stazioni ferroviarie

#### Trasporto internazionale
- Firenze Santa Maria Novella

#### Trasporto alta velocità
- Firenze Belfiore in costruzione
- Firenze Campo di Marte

#### Trasporto nazionale
- Firenze Rifredi

#### Trasporto Regionale/locale
- Firenze Castello
- Firenze Rovezzano
- Firenze San Marco Vecchio
- Firenze Statuto

- Le Cure
- Le Piagge

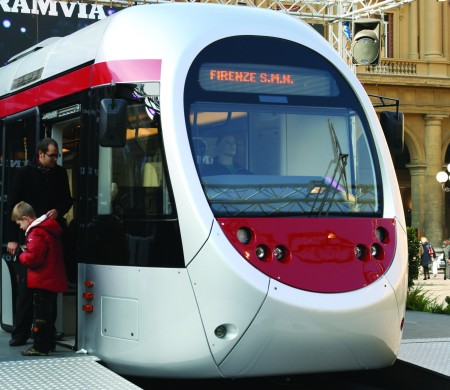
Vettura Sirio della tranvia

- Firenze Guidoni in fase di progetto[1]
- Firenze Salviati non attiva (soppressa nel 2012)
- Firenze Perfetti Ricasoli realizzata nel 1999 ma mai attivata.

#### Trasporto metropolitano
Firenze-Empoli:
- Firenze Porta al Prato non attiva (soppressa nel 2022)
- Firenze Piazza Puccini non attiva
- Firenze Cascine non attiva (attualmente utilizzata come posto di movimento)

A Firenze ha sede l'Agenzia nazionale per la sicurezza delle ferrovie e delle infrastrutture stradali e autostradali.

### Rete tranviaria
- Rete tranviaria di Firenze

## Aereo

### Aeroporti
- Aeroporto Amerigo Vespucci